# シヴァクマラ・スワミ
シヴァクマラ・スワミ（英語：Shivakumara Swami、1907年4月1日-2019年1月21日）は、インドのリンガーヤタ派指導者、シッダガンガ修道院の最高指導者、スーパーセンテナリアン である。111歳295日で亡くなる前、彼はインドに住む最年長のであった。2015年、彼はインド政府から、インドで3番目に高い民間人賞であるパドマ・ブーシャン勲章を受賞した。 彼はまた、Sri Siddaganga EducationSocietyを設立。 リンガヤティズムの最も尊敬されている支持者として説明され 彼は州ではNadedaaduva Devaru （歩く神）と呼ばれていた。